# Jindřich Valášek
Jindřich Valášek (26 juin 1886 - 28 mars 1956) est un footballeur international bohémien, évoluant au poste d'attaquant dans les années 1900.

## Biographie
Il joue de 1905 à 1906 avec le Meteor Prague VIII. International bohémien, il joue deux matchs entre 1906 et 1907 et inscrit un but lors d'un match en 1906 contre la Hongrie à Budapest.